# 幸福 (選區)
幸福（英語：Fortune，代號：F11）是香港深水埗區議會下轄的選區，2011年設立，現時議席懸空，前任區議員為香港民主民生協進會成員徐溢軒。

## 範圍及名稱
選區位於長沙灣，現時包括幸福邨、幸俊苑、長沙灣邨、麗翠苑及星匯居，名稱來自幸福邨。與其相連的選區有寶麗、麗閣、富昌、碧匯、荔枝角北、元州和蘇屋選區，投票站位於旅港開平商會學校。

## 沿革
由於蘇屋邨清拆重建及房屋署以元州邨第五期為接收屋邨，2011年選管會將原屬元州選區的元州邨跟蘇屋邨合併成為元州及蘇屋選區，而原屬元州選區的幸福邨則加上原蘇屋選區內位於興華街昌華街一帶的私人樓宇，組成為此選區，基於上述兩部分只以沒有居民的公共設施深水埗運場連接，諮詢間有意見指有關改動被指為原蘇屋選區區議員度身訂做。
2011年區議會選舉，當時人口估算約19,692人，其中有8,009位是選民，投票站設於聖公會基福小學。議席由民協成員兼時任元州區議員覃德誠和民建聯成員梁銘言爭奪，最終覃德誠以2,183票擊敗取得1,092票的梁銘言勝出。
2015年區議會選舉，由於荔枝角南、荔枝角北及本區人口持續增加，選管會在開設荔枝角中選區後，將原屬荔枝角南的碧海藍天劃入幸福選區，並由幸福選區劃出興華街以北地區到荔枝角北，形成啞鈴形模樣。人口估算約15,401人，其中有7,404位選民，投票站除聖公會基福小學之外，亦新增鄰近碧海藍天的深水埗官立小學。由於覃德誠轉往荔枝角北爭取連任，本區議席由民協成員鄒穎恒和民建聯成員張德偉爭奪，最終鄒穎恒以2,137票擊敗取得1,898票的張德偉勝出。值得留意的是兩個投票站中，鄒於幸福邨附近的聖公會基福小學得票較張少7票（1,590對1,597），而碧海藍天一帶的深水埗官立小學，鄒以547票多於張的301票。2018年鄒由民協轉投民主黨。
由於區內的海盈邨、凱樂苑於2018年起陸續入伙，人口持續增加，預計會超出上限。2019年區議會選舉，選舉管理委員會決定於將海盈邨、凱樂苑、碧海藍天及原屬富昌選區的匯璽另立為碧匯選區。而鄒穎恒亦漸將其服務重心轉移至上述屋苑，並改於碧匯選區競逐連任。至於此選區則「交回」民協成員徐溢軒服務，對上第二次參選的張德偉。結果徐溢軒僅以64票之差險勝張德偉，成功接棒當選。值得一提，位於此選區內的麗翠苑因入伙時（2019年8月）已錯過了是次選舉的選民登記期限，故此麗翠苑居民未能參與是次選舉的此選區投票。2021年7月9日，因應政府計劃追討協助民主派初選區議員的酬金津貼傳聞所帶動的區議員辭職潮中，徐溢軒宣佈辭去區議員職務。

## 歷屆議員
| 屆別                  | 議員   | 政治聯繫      | 政治聯繫 |
| --------------------- | ------ | ------------- | -------- |
| 2012年－2015年        | 覃德誠 |               | 民協     |
| 2016年－2019年        | 鄒穎恒 | 民協 → 民主黨 |          |
| 2020年－2021年7月9日  | 徐溢軒 | 民協          |          |
| 2021年7月10日－2023年 | 懸空   | 懸空          | 懸空     |

## 歷屆選舉結果
| 政党   | 政党   | 候选人    | 票数  | %     | ±     |
| ------ | ------ | --------- | ----- | ----- | ----- |
|        | 民協   | ①. 徐溢軒 | 2,668 | 50.61 | -2.35 |
|        | 民建聯 | ②. 張德偉 | 2,604 | 49.39 | ▲2.35 |
| 多数票 | 多数票 | 多数票    | 64    | 1.21  | ▼4.71 |

| 政党   | 政党   | 候选人    | 票数  | %     | ±      |
| ------ | ------ | --------- | ----- | ----- | ------ |
|        | 民協   | ①. 鄒穎恒 | 2,137 | 52.96 | 不適用 |
|        | 民建聯 | ②. 張德偉 | 1,898 | 47.04 | ▲13.6  |
| 多数票 | 多数票 | 多数票    | 239   | 5.92  | ▼27.40 |

| 政党   | 政党   | 候选人    | 票数  | %     | ±      |
| ------ | ------ | --------- | ----- | ----- | ------ |
|        | 民協   | ①. 覃德誠 | 2,183 | 66.66 | 新選區 |
|        | 民建聯 | ②. 梁銘言 | 1,092 | 33.34 | 新選區 |
| 多数票 | 多数票 | 多数票    | 1,091 | 33.32 | 新選區 |